# Palatine
Palatine és una vila dels Estats Units a l'estat d'Illinois. Segons el cens del 2005 tenia 67.232 habitants.

## Demografia
Segons el cens del 2000, Palatine tenia 65.479 habitants, 25.518 habitatges, i 16.586 famílies. La densitat de població era de 1.949,2 habitants/km².
Dels 25.518 habitatges en un 32,2% hi vivien nens de menys de 18 anys, en un 53,3% hi vivien parelles casades, en un 8,3% dones solteres, i en un 35% no eren unitats familiars. En el 27,5% dels habitatges hi vivien persones soles el 6,2% de les quals corresponia a persones de 65 anys o més que vivien soles. El nombre mitjà de persones vivint en cada habitatge era de 2,56 i el nombre mitjà de persones que vivien en cada família era de 3,18.
Per edats la població es repartia de la següent manera: un 24,8% tenia menys de 18 anys, un 8,5% entre 18 i 24, un 35,8% entre 25 i 44, un 22% de 45 a 60 i un 8,8% 65 anys o més.
L'edat mediana era de 34 anys. Per cada 100 dones de 18 o més anys hi havia 97,3 homes.
La renda mediana per habitatge era de 63.321 $ i la renda mediana per família de 76.270 $. Els homes tenien una renda mediana de 50.341 $ mentre que les dones 35.342 $. La renda per capita de la població era de 30.661 $. Aproximadament el 3,5% de les famílies i el 4,8% de la població estaven per davall del llindar de pobresa.

## Poblacions properes
El següent diagrama mostra les poblacions més properes.